# Lisbeth Diers
Lisbeth Diers (* 6. August 1969 in Kopenhagen) ist eine dänische Jazzmusikerin (Perkussion, Schlagzeug, Komposition).

## Wirken
Seit 1988 hat Diers mit dänischen und internationalen Jazz- und Kompositionskünstlern gespielt und aufgenommen wie Anders Jormin, Django Bates, Trilok Gurtu, Cennet Jönsson, Bobo Stenson, Palle Danielsson, Lena Willemark, Airto, Steve Swallow, Marilyn Mazur, Jørgen Emborg, Tomasz Stańko, Cenlistho, Josefine Cronholm, Marc Ducret, Herman Müntzing und Ståle Storløkken.
Diers ist die Leiterin und Komponistin der Ensembles Chime, Chime Transform, Chime Moto, Ice X Quintet, Katapult und hat zwei Alben unter eigenem Namen veröffentlicht. Auf dem Art Sounds Festival 2012 in Göteborg leitete sie das internationale Ensemble. Zudem ist sie auf mehr als 90 Plattenveröffentlichungen zu hören, etwa mit Alea, Bohuslän Big Band, Christian Vuust Group, Corpo, Hans Ulriks Jazz & Mambo, Jørgen Emborg Septet, Joakim Milder PS, Nikolaj Bentzon & The Scandinavian Connection, Nordisk Kvinde Big Band, Triple Bass Fantasy. Weiterhin komponierte sie für das Kopa Orchester, das ToneArt Decagon Ensemble, für das Theater Zebu und für 
Göteborgs Kammarkör unter der Leitung von Gunnar Eriksson.

## Diskographische Hinweise
- Chime (Spicy Tuna Records 2005)
- Chime Transform (Spicy Tuna Records 2010)
- Müntzing / Diers Auditory (Eardrum) (Kopasetic 2015)
- Lisbeth Diers / Kim Kristensen: Desert Dreams (2019)
- Christian Bluhme & Lisbeth Diers: Signatur (2023)